# Filippos Darlas
Filippos Darlas (in greco Φίλιππος Δάρλας?; Agrinio, 23 ottobre 1983) è un ex calciatore greco, di ruolo difensore.

## Carriera

### Club
Ha cominciato la sua carriera nel Panaitōlikos, che nel 2001 lo ha ceduto al Panathīnaïkos. Tra il 2002 e il 2009, i Verdi lo hanno prestato a Kallithea, Marko, Apollōn Smyrnīs e PAOK.

### Nazionale
Nel 2006 ha disputato una partita con la nazionale greca.

## Palmarès

### Club
- Campionato greco: 1

Panathīnaïkos: 2009-2010
- Coppa di Grecia: 1

Panathīnaïkos: 2009-2010